# 양순직
양순직(楊淳稙, 1925년 5월 1일 ~ 2008년 7월 24일)은 대한민국의 군인 출신 정치인이다.
해군본부 정훈차감을 지냈으며 대한민국 해군 중령으로 예편했다. 정치인으로 6·7·14대 국회의원을 지냈다. 

## 생애
1925년 5월 11일 충청남도 논산군에서 태어났다. 공주고등보통학교 졸업을 거쳐 서울대학교 교육학과에 입학해 학사 학위를 취득했다. 1948년 4월, 해군 소위로 임관하였다. 그 후 9년 4개월간을 거듭 진급하여 1957년 8월, 해군 중령으로 진급하였으며 이후 7개월간 대대장으로 보임하다가 1958년 3월, 해군본부 정훈차감으로 전보 조처 되었다.
1961년 3월, 해군 중령으로 예편하였다. 그 후 서울신문 사장을 지내다가 제6대 국회의원 선거를 앞두고 민주공화당의 공천을 받아 논산군 선거구에 출마해 당선되면서 정계에 입문하였다. 제7대 국회의원 선거에서는 같은 선거구에서 재선에 성공했다.
1969년 4월 15일 4 · 8항명으로 의원총회에서 예춘호, 박종태, 정태성, 김달수의원과 함께 민주공화당에서 제명되었다.
1979년 YMCA 위장결혼식 사건으로 체포, 징역 10월을 선고받았다. 1980년 정치활동 규제에 묶였다가 해제되었으며 김대중을 따르며 신한민주당 부총재를 지냈고, 1987년 통일민주당 부총재를 맡아 민주헌법쟁취국민운동본부 상임 대표로 6월 항쟁을 주도하다가 구속되기도 하였다. 결국 이로 인하여 통일민주당 탈당 선언을 하였으며 김대중이 평화민주당을 창당하자 1987년에 평화민주당으로 옮겨 부총재를 지냈지만 1988년 결국 평화민주당 탈당을 하였다.
1992년 김대중과 결별하고 정주영이 주도한 통일국민당에 합류하여 14대 국회의원을 지냈다. 이후 김종필이 주도한 자유민주연합에 합류하여 상임고문을 지냈다.
2008년 7월 24일에 별세하였다.

## 가족 관계
- 아버지: 양철식(楊澈式)
- 어머니: 박정자(朴正子)
- 아내: 정순자(鄭順子, 1932년 11월 4일(92세) ~ ) - 아내와의 사이에서 자녀는 슬하에 3남 2녀를 둠.
- 동생: 양봉직(楊鳳稙, 1926년 8월 9일 ~ 1995년 7월 28일)

## 학력
- 1944년 충청남도 공주고등보통학교 졸업
- 1948년 서울대학교 교육학과 학사
- 1955년 육군보병학교 졸업
- 1957년 국방대학교 행정학사 2기

## 경력
- 1998년 ~ 2000년 한국자유총연맹 총재

## 역대 선거 결과
|  | 43.66% |

|  | 54.94% |

|  | 44.28% |

|  | 17.36% |

## 양순직을 연기한 배우들

### TV 드라마
- 나성균 - 1995년 (제4공화국) MBC 드라마

## 참고 자료
- 양순직 - 대한민국헌정회
- 大韓民國 國軍 Noblesse oblige[깨진 링크(과거 내용 찾기)]
- 風雲의 별 十九將軍[깨진 링크(과거 내용 찾기)]